# Gérard Istace
Gérard Istace, né le 26 juillet 1935 à Nouzonville (Ardennes) et mort le 21 mars 2022 à Revin (Ardennes), est un homme politique français.

## Détail des fonctions et des mandats
Mandats parlementaires
- 21 juin 1981 - 1er avril 1986 : député de la 2e circonscription des Ardennes
- 12 juin 1988 - 1er avril 1993 : député de la 2e circonscription des Ardennes